# جائزة إيطاليا الكبرى للدراجات النارية 1991
جائزة إيطاليا الكبرى للدراجات النارية 1991 هو سباق دراجات نارية أقيم بتاريخ 19 مايو 1991. كان الجولة الخامسة من أصل 15 في سباق الجائزة الكبرى للدراجات النارية موسم 1991. فاز الأسترالي ميك دوهان بفئة 500 سي سي بينما جاء الأمريكي جون كوسينسكي في المركز الثاني وحصل على المركز الثالث الأمريكي إدي لوسون.

## وصلات خارجية
- الموقع الرسمي